# فرودگاه براتسک
فرودگاه براتسک (به روسی: Аэропорт Братск) فرودگاهی عمومی نظامی واقع در براتسک در کشور روسیه است که توسط AeroBratsk اداره می‌شود.

## شرکت‌های هواپیمایی و مقصدهای پروازی

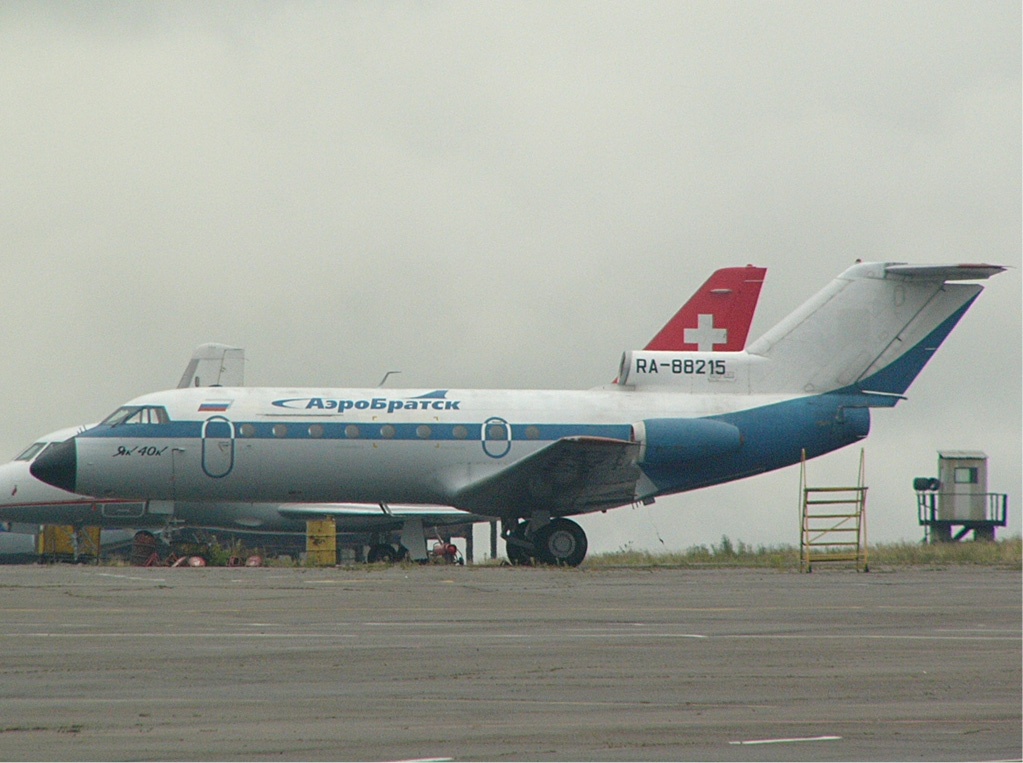
AeroBratsk Yakovlev Yak-40 parked at Bratsk Airport.

| شرکت‌های هواپیمایی                      | مقصدهای پروازی                          |
| -------------------------------------- | --------------------------------------- |
| آنگارا ایرلاینز                        | ایرکوتسک                                |
| ایر آئرو                               | ایرکوتسک                                |
| نوردویند ایرلاینز/Ikar Airlines        | چارتر فصلی: سووارنابومی، کام رانح، پوکت |
| اس۷ ایرلاینز                           | تولمچوا                                 |
| اس۷ ایرلاینز اجرا توسط گلوبوس ایرلاینز | دوموده‌دوو                               |
| یوتی‌ایر اوییشن                         | Talakan، رسچینو                         |